# Marcel Titsch-Rivero
Marcel Titsch-Rivero (* 2. November 1989 in Frankfurt am Main) ist ein deutscher Fußballspieler.

## Karriere
Titsch-Rivero, dessen Großvater aus Spanien stammt, trainierte schon lange als Vertragsamateur mit den Profis der ersten Mannschaft von Eintracht Frankfurt und erhielt auch bei Freundschaftsspielen einige Einsätze, seinen Profivertrag unterschrieb er jedoch erst im September 2009. Sein Bundesliga-Debüt gab er am 12. Dezember 2009 im Auswärtsspiel gegen die TSG 1899 Hoffenheim, als er in der 84. Minute für Ümit Korkmaz eingewechselt wurde. Nach der Saison 2010/11 stand Titsch-Rivero noch einige Male im Kader der ersten Mannschaft, kam jedoch in der Spielzeit 2011/12 nicht mehr in der zweiten Bundesliga zum Einsatz, sondern wurde für Pflichtspiele nur noch in der zweiten Mannschaft der Eintracht eingesetzt.
Nach dem Ende der Saison 2011/12 wechselte er zum 1. FC Heidenheim. Nach Abschluss der Saison 2012/13 stand Titsch-Rivero mit dem 1. FC Heidenheim auf Platz fünf der 3. Liga und verpasste den Aufstieg in die 2. Bundesliga. In seiner ersten Drittligasaison kam er auf 28 Spiele, in denen er drei Tore erzielte. Die Saison ging mit dem Gewinn des WFV-Pokals nach einem 3:1-Sieg gegen die Neckarsulm SU zu Ende. In seiner zweiten Saison beim 1. FC Heidenheim bestritt Titsch-Rivero 2013/14 insgesamt 20 Spiele (zwei Tore) in der Dritten Liga. Am Ende der Saison 2013/14 stieg er als Meister mit dem 1. FC Heidenheim zum ersten Mal in der Vereinsgeschichte in die 2. Bundesliga auf und verteidigte den Titelgewinn des WFV-Pokals. Während der Saison 2014/15 trug Titsch-Rivero als Stammkraft zum frühzeitigen Klassenerhalt bei. Er brachte es in seinem ersten Zweitligajahr für den 1. FC Heidenheim auf insgesamt 30 Pflichtspieleinsätze. Während der Partie gegen Erzgebirge Aue am 12. Dezember 2014 erzielte er in der 83. Minute seinen ersten Treffer in der 2. Bundesliga.
Nachdem sein Vertrag beim 1. FC Heidenheim am Ende der Saison 2018/19 ausgelaufen war, wechselte er im September 2018 zum Drittligisten SV Wehen Wiesbaden.
Nach zwei Spielzeiten in Wiesbaden wechselte er im August 2020 zum Drittligisten Hallescher FC. 2022 verließ er den Verein und war danach ein Jahr lang vereinslos, ehe er sich im Sommer 2023 dem Oberligisten VfR Mannheim anschloss.

## Erfolge
1. FC Heidenheim
- Aufstieg in die 2. Bundesliga[9]

SV Wehen Wiesbaden
- Aufstieg in die 2. Bundesliga: 2019

## Bemerkenswertes
Am 14. Mai 2011 stellte Titsch-Rivero während seines zweiten Bundesliga-Einsatzes unter Christoph Daum im Spiel gegen Borussia Dortmund einen Bundesliga-Rekord auf, indem er 43 Sekunden nach seiner Einwechslung des Feldes verwiesen wurde. Der Schiedsrichter hatte auf Foul, Notbremse und Elfmeter erkannt. Titsch-Rivero erhielt damit den schnellsten Platzverweis in der Geschichte der Bundesliga.